# Barkentyna

Szkic schematyczny ożaglowania typu barkentyna

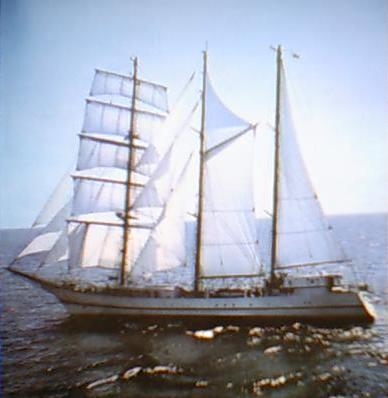
Barkentyna ORP Iskra II

Barkentyna (inaczej szkunerbark) – żaglowiec posiadający trzy lub więcej masztów, niosący na pierwszym od dziobu ożaglowanie rejowe, a na pozostałych ożaglowanie skośne - przeważnie gaflowe, rzadziej bermudzkie.
Polskimi żaglowcami typu barkentyna są ORP Iskra (II) oraz STS Pogoria.